# (6552) Higginson
(6552) Higginson es un asteroide perteneciente al cinturón de asteroides, región del sistema solar que se encuentra entre las órbitas de Marte y Júpiter.
Fue descubierto el 5 de abril de 1989 por Eleanor F. Helin  desde el Observatorio Palomar.

## Designación y nombre
Designado provisionalmente como 1989 GH, fue  nombrado por George Higginson (1999-2009), de Lancaster, Inglaterra, que murió trágicamente en un accidente de tráfico, era un estudiante prometedor y un astrónomo en ciernes.

## Características orbitales
Higginson está situado a una distancia media del Sol de 2,668 ua, pudiendo alejarse hasta 3,046 ua y acercarse hasta 2,290 ua. Su excentricidad es 0,142 y la inclinación orbital 12,018 grados. Emplea 1592,12 días en completar una órbita alrededor del Sol.
Pertenece a la familia de asteroides de (145) Adeona.

## Características físicas
La magnitud absoluta de Higginson es 13,73. Tiene 9,403 km de diámetro y su albedo se estima en 0,080.